# Saga di Bósi e Herrauðr
La Saga di Bósi e Herrauðr (norreno: Bósa saga ok Herrauðs) è una saga norrena, scritta intorno al 1300 e conservata in tre manoscritti del XV secolo, che narra delle fantastiche avventure dei due compagni Herrauðr e Bósi.

## Trama

### L'inizio della saga
La storia comincia con re Hringr di Östergötland, che è detto essere figlio di re Gauti figlio di Odino e fratellastro di re Gautrekr il Generoso che compare come re di Västergötland nella Saga di Gautrekr. Tuttavia la cronologia è appiattita, così Hringr nella saga diventa contemporaneo di Harald Hildetand, re di Danimarca e Svezia. La moglie di Hringr era Sylgja figlia di Sæfara ("Colui che Vaga per il Mare"), jarl di Småland; Sæfara aveva anche due figli di nome Dagfari ("Colui che Vaga per il Giorno") e Náttfari ("Colui che Vaga per la Notte") che servivano re Harald.
Herrauðr, eroe principale della saga, era il figlio di Hringr e Sylgja; tuttavia Hringr aveva anche un figlio illegittimo, Sjóðr, che serviva Hringr come tesoriere ed esattore e dal cui nome, secondo la saga, sarebbe derivata la parola sjödr, "borsellino". Hringr preferiva Sjóðr a Herrauðr.
Il migliore amico di Herrauðr era Bósi, figlio minore di un ex-vichingo chiamato Thvari o Bryn-Thvari da Brynhild, un'ex-skjaldmö figlia di re Agnar di Nóatún. Thvari aveva in precedenza menomato parzialmente Brynhild in un duello, e a causa di ciò ella fu nota come Bögu-Brynhild, "Brynhild Stentante", poiché non si riprese mai completamente; Thvari poi sposò Brynhild che gli diede due figli, Smiðr e Bósi. Smiðr imparò un po' di magia dalla madre adottiva Busla, che era una strega potente. Bósi era talvolta chiamato Bögu-Bósi per via della madre.
Bósi era un ragazzo rude che fu infine bandito per aver ferito alcune persone giocando a palla. Herrauðr, insoddisfatto, ottenne il permesso del padre, nonostante le obiezioni di Sjóðr, di partire con una spedizione vichinga di cinque navi; Herrauðr fu infine raggiunto dall'esiliato Bósi, ed insieme saccheggiarono con successo per cinque anni. Nel frattempo in Östergötland il fratellastro di Herrauðr, Sjóðr, estorse con la forza fondi a Thvari padre di Bósi, con la pretesa che essi erano il legale compenso per quegli uomini che Bósi aveva ferito. Accadde che la nave di Bósi fosse condotta in Wendland, dove Sjóðr si trovava per una spedizione di compravendita per conto di re Hringr; i due litigarono sulla cosa e Bósi uccise Sjóðr.
Poi Herrauðr tornò alla corte del padre, offrendo un compenso per la morte di Sjóðr, ma re Hringr rifiutò ogni offerta. Scoppiò una guerra civile tra padre e figlio; Hringr riuscì a catturare Herrauðr e Bósi e si preparò a giustiziarli, ma quella notte Busla, la madre adottiva di Bósi, con la magia apparve nella camera da letto di re Hringr e lo minacciò e lo tormentò con incantesimi e maledizioni, finché l'inerme sovrano accettò di riappacificarsi con Herrauðr e Bósi e di spedirli lontano per una pericolosa ricerca invece di giustiziarli.

### La ricerca
Il giorno seguente Hringr esiliò sia Herrauðr che Bósi, Herrauðr a vita e Bósi finché non avesse trovato e portato a corte un uovo di avvoltoio con lettere d'oro scritte sopra.
I due si fermarono in Bjarmaland e qui ebbero molte avventure. Un incontro erotico tra Bósi e la figlia di un contadino è descritto in un dialogo alquanto esplicito per enigmi. I due compagni riuscirono ad uccidere un avvoltoio che sorvegliava il tempio di Jumala in Bjarmaland, ottenne il suo uovo, uccise la sacerdotessa (Kolfrosta, madre di re Harek di Bjarmaland) e salvò Hleið, la sorella di re Guðmundr di Glæsisvellir che era stata portata lì con la magia per essere nominata nuova sacerdotessa. Herrauðr prese Hleið in moglie e loro e Bósi tornarono in Östergötland dove re Hringr, nel ricevere il guscio dell'uovo dell'avvoltoio, accettò di riconciliarsi con Bósi e suo figlio.

### Avventure successive
A quel punto Herrauðr e Bósi si recarono ad aiutare re Harald Hildetand nella famosa Battaglia del Brávellir e furono tra i pochi sopravvissuti.
Nel frattempo re Guðmundr di Glæsisvellir, che non sapeva cosa ne fosse stato di sua sorella Hleið, promise a Siggeir figlio di re Harek di Bjarmaland che avrebbe potuto averla in moglie se l'avesse trovata. Siggeir e suo fratello Hrærek vennero a sapere del rapimento di Hleið in Bjarmaland da parte di Herrauðr e Bósi e della distruzione del tempio, così partirono per Götaland. Lì attaccarono re Hringr che poteva opporre deboli forze, poiché la maggior parte erano andate nel Brávellir; Hringr fu perciò ucciso in battaglia e Hleið fu riportata nel Glæsisvellir.
Al loro ritorno dalla battaglia, Herrauðr e Bósi, accompagnati dal fratello di Bósi, Smiðr, e dalla sua madre adottiva, Busla, partirono per salvare Hleið. Raggiunsero l'obiettivo dopo molte altre avventure (e altri due incontri erotici tra Bósi e due vergini con dialoghi per enigmi); Herrauðr riottenne Hleið e Bósi rapì Edda, figlia di re Harek. Sia Smiðr che Busla mostrarono i loro poteri magici. Quando re Harek di Bjarmaland attaccò sotto forma di cinghiale gigante, una cagna gigante (apparentemente Busla) gli si oppose; entrambi caddero in mare e non si seppe più nulla di loro.

### Finale
Herrauðr divenne re di Östergötland come erede di suo padre, mentre Bósi divenne re di Bjarmaland per aver sposato Edda. Da uno dei suoi incontri erotici Bósi divenne padre di Svidi l'Astuto padre di Vilmund il Distratto.
Nel frattempo Herrauðr e Hleið divennero genitori di Þóra Town-Hart, nota per tenere un serpente nella sua camera (o un Lindworm che crebbe così grosso da circondare la sua camera, secondo una variante) e solo chi sarebbe riuscito a ucciderlo avrebbe ottenuto la sua mano. Alla fine il vincitore e suo marito fu il famoso Ragnar Lodbrok. La storia spiega alla fine che questo serpente era nato dall'uovo di avvoltoio che Herrauðr e Bósi avevano trovato nella loro ricerca.

## Altri riferimenti a Herrauðr
La storia di Ragnar e del serpente compare anche nella Saga di Ragnar Lodbrok e nel Þáttr af Ragnars sonum, sebbene nella prima Herrauðr compaia come Herruðr jarl di Götaland e nella seconda Herrauðr jarl di Västergötland; ma il padre di Herrauðr è chiamato anche qui Hringr. Una variante con due serpenti invece di uno compare nelle Gesta Danorum di Saxo Grammaticus (Libro 9), dove Herrauðr compare come Herothus re di Svezia. Nessuna di queste fonti spiega l'origine del serpente o dei serpenti e sembrerebbe così che la storia di Herrauðr e Bósi fu in parte inventata per riempire quel vuoto.

## Forme alternative dei nomi
- Herrauðr: Herraud, Herruðr, Herrud, Herothus, Heroth, Herodd.
- Bósi: Bosi.